# 2012 RK15
2012 RK15 – odkryta w 2012 planetoida z grupy Apolla należąca do obiektów bliskich Ziemi, jej średnica szacowana jest na pomiędzy 55 a 120 m.
24 września 2012 planetoida przeleciała stosunkowo blisko Ziemi, zbliżając się do niej na odległość 8,2 odległości Ziemi od Księżyca, poruszając się z prędkością 14,98 km/s w stosunku do naszej planety.